# Pielgrzymów (województwo dolnośląskie)
Pielgrzymów (niem.  Pilgramsdorf) – nieistniejąca już wieś w Polsce położona w województwie dolnośląskim, w powiecie lubińskim, w gminie Rudna.
W latach 1975–1998 miejscowość administracyjnie należała do województwa legnickiego.
W latach 80. XX w. wieś została wysiedlona i zburzona. Obecnie na jej terenie znajduje się zbiornik poflotacyjny Żelazny Most.
Na terenie wsi jak i w jej okolicach znajdowano znaleziska z epoki żelaza. W południowej części wsi znajdowały się prawdopodobnie pozostałości średniowiecznego grodu. Pierwsza udokumentowana wzmianka o wsi pochodziła z 1376 roku. W 1562 r. założono parafię ewangelicką. We wsi znajdowały się dwa folwarki, świecki i kościelny. Pałac w Pielgrzymowie (niem. Schloss Pilgramsdorf) powstał na przełomie XVII i XVIII wieku, prawdopodobnie na miejscu wcześniejszego założenia. Ostatnim właścicielem przed II wojną światową był Hugo Bellay.
W maju 1939 roku wieś liczyła 319 mieszkańców.